# Drnholec
Drnholec (německy Dürnholz) je městys v okrese Břeclav v Jihomoravském kraji, 12 km severozápadně od Mikulova na levém břehu Dyje. Žije zde přibližně 1 900 obyvatel.
Drnholec se nachází v Mikulovské vinařské podoblasti (viniční tratě: U křížku, Výsluní, Šibeniční vrch, Sluneční vrch, Hajdy na jamách, Šternberg) a vede tudy 288 km dlouhá Cyklotrasa Moravská vinná stezka.

## Název
Původní jméno vsi bylo Drnovice, výchozí tvar Drnovici byl pojmenováním obyvatel vsi. Pravděpodobně byl odvozen od osobního jména Drn ("lidé Drnovi"), vyloučit se nedá i odvození od obecného jména drn ("lidé od drnu"). Němečtí osadníci ve 13. století jméno povrchně zvukově upravili na Dürrenholz ("suché dřevo"), které bylo následně počeštěno na Drnholec.

## Historie
První písemná zmínka o obci pochází z roku 1249. Od 10. října 2006 byl obci vrácen status městyse.

### Starostové obce
- 1575: Jörg Ladnbauer
- 1579: Wentzl Artmann
- 1690: Johannes Feldtgibl
- 1724: Matthias Schwanzer
- 1750: Michl Beutler
- 1848: Jakob Handl
- 1866 (–1869): Johann Matzka
- 1901–1923: Johann Gerischer
- 1924–1938: Anton Sogl
- 1938–1945: Josef Krebs
- 1945–1945: Karel Novak (Julius Krupica, Oldrich Bednarik, Alois Hromek, František Ligas)
- 1945–1947: František Cibulka
- 1947–1949: Josef Kralik
- 1949–1959: Stanislav Šeda
- 1959–1964: Stanislav Brychta
- 1964–1968: Josef Hájek
- 1968–1971: MVDr. Miloš Svoboda
- 1971–1976: Viktor Šedivý senior
- 1976–1981: Viktor Šedivý junior
- 1981–1990: Karel Šebesta
- 1990–1994: Stanislav Kulhavý
- 1994–2009: Josef Čápek
- 2009–2022 : Jan Ivičič
- od října 2022 : Ing. Libor Růžička

## Pamětihodnosti
Na návsi a v její východní části se nachází soubor nejvýznamnějších stavebních památek městyse, tvořený zámkem, kostelem, radnicí a farou.

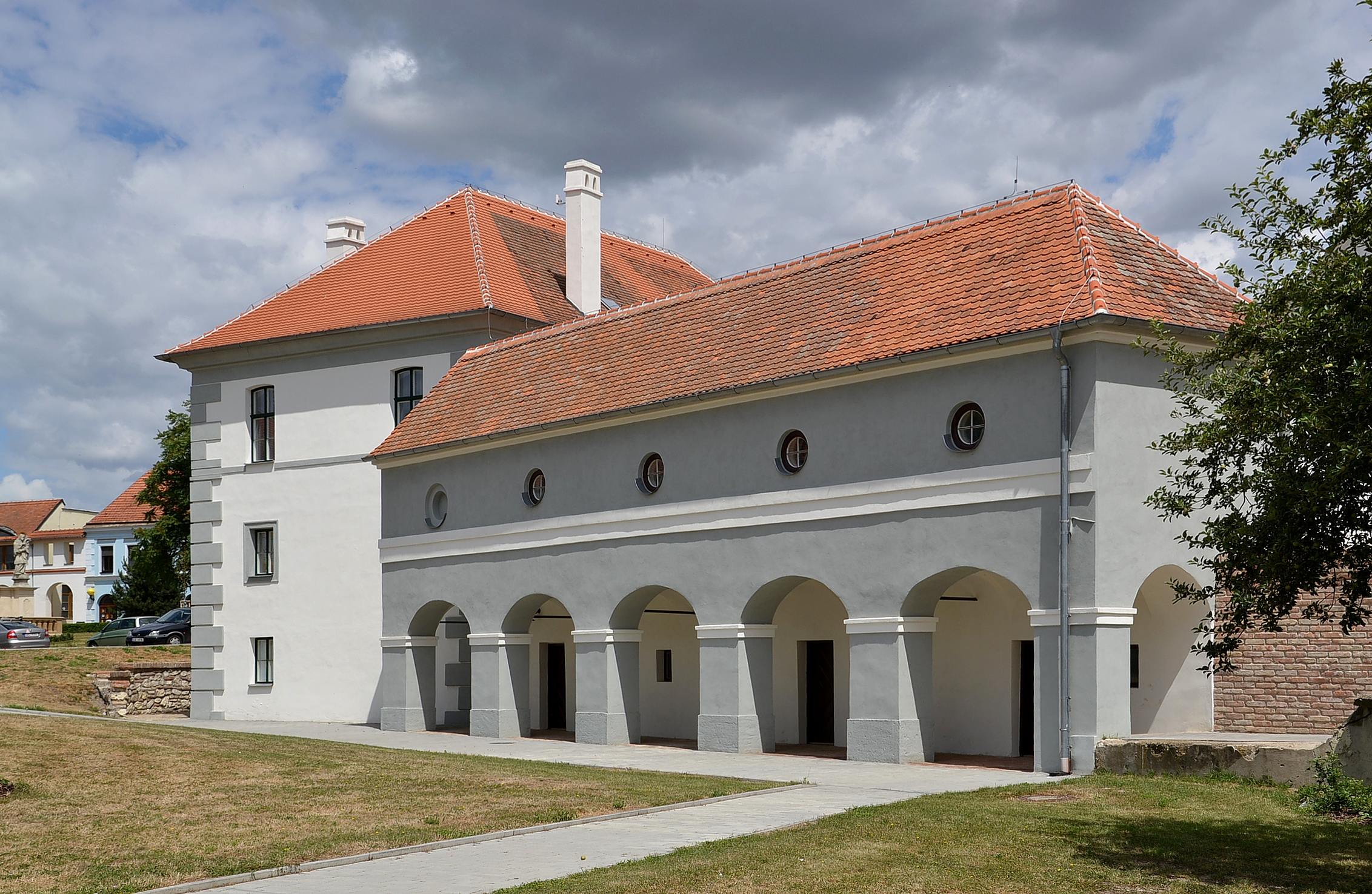
Bývalá radnice

- Zámek Drnholec – jednokřídlý dvoupatrový renesanční zámek stojí na skalní ostrožně vybíhající nad levý břeh řeky Dyje. Vznikl přestavbou staršího hradu během 16. století, za panství Tiefenbachů a následně stavební úpravou ve 30. letech 19. století.
- Kostel Nejsvětější Trojice – pozdně barokní jednolodní chrám dle návrhu architekta Františka Antonína Grimma, vystavěný v letech 1750–1757.
- Pozdně renesanční dvoutraktová budova radnice čp. 1 z konce 16. století.
- Fara čp. 2 vedle kostela, původně loď románského kostela svatého Martina, roku 1757 přestavěná na faru.
- Sloup se sochou Panny Marie na náměstí Svobody – Morový sloup na upomínku epidemie moru v letech 1714-1715. Sloup byl dokončen roku 1718, jeho autorem je třebíčský sochař Štěpán Pagan. Sloup je zhotoven z lasturnatého vápence dovezeného z oblasti Eggenburgu v Rakousku. V rozích jsou na pilířích sochy sv. Šebestiána, sv. Jana Nepomuckého, sv. Floriána a sv. Josefa. Náklady na zhotovení sloupu byly tehdy 350 zlatých.
- Pozdně renesanční pylon ze 17. století zdobený ornamentem a reliéfními hlavami lvů.
- Barokní socha svatého Floriána z 20. let 18. století od Štěpána Pagana.
- Barokní socha svatého Jana Nepomuckého z roku 1700.
- Dřevěná rozhledna U Křížku z roku 2012, stojí západně od obce.